# Намдафска летећа веверица
Намдафска летећа веверица (лат. Biswamoyopterus biswasi) је сисар из реда глодара и породице веверица (Sciuridae). 

## Распрострањење
Ареал врсте је ограничен на једну државу. Североисточна Индија је једино познато природно станиште врсте.

## Станиште
Станиште врсте су шуме. 

## Угроженост
Ова врста је крајње угрожена и у великој опасности од изумирања.